# 1287
Năm 1287 là một năm trong lịch Julius.